# 图斯特佩克纲领
图斯特佩克纲领是1876年，墨西哥将军波菲里奥·迪亚斯起草的文件，并于当年1月10日在瓦哈卡州聖胡安包蒂斯塔圖斯特佩克公布。该纲领由亲波菲里奥·迪亚斯政治人物维森特·里瓦·帕拉西奥、知识分子伊雷内奥·帕斯以及政治人物普罗塔西奥·塔格莱在迪亚斯的鼓动下起草，并由以上校埃尔梅内吉尔多·萨米恩托（Hermenegildo Sarmiento）为首的一群军官签署。《图克斯特佩克纲领》提出，现任总统塞瓦斯蒂安·莱尔多·德·特哈达的政府没有合理性；承認当前的国家宪法和改革法；波菲里奥·迪亚斯是运动领袖。波菲里奥·迪亚斯后来成为墨西哥总统。